# Governo Merkel III
Il terzo governo Merkel è stato il ventitreesimo governo della Germania, in carica per 4 anni, 2 mesi e 27 giorni dal 17 dicembre 2013 al 14 marzo 2018, nel corso della 18ª legislatura del Bundestag. 
Si è formato a seguito delle elezioni federali del 2013 ed è stato guidato, come i due governi precedenti, da Angela Merkel. 
Le elezioni hanno determinato l'uscita dal Bundestag dell'FDP, principale alleato della CDU/CSU nel precedente governo, e l'impossibilità per qualsiasi partito di sostenere un governo con le sole proprie forze parlamentari. Dopo lunghe trattative si è dunque giunti ad una nuova grande coalizione costituita da Unione Cristiano Democratica (CDU)/Unione Cristiano-Sociale in Baviera (CSU) e Partito Socialdemocratico Tedesco (SPD).

## Situazione Parlamentare
| Camera    | Collocazione | Partiti                        | Seggi     |
| --------- | ------------ | ------------------------------ | --------- |
| Bundestag | Maggioranza  | CDU (255), SPD (193), CSU (56) | 504 / 631 |
| Bundestag | Opposizione  | I Verdi (63), Die Linke (64)   | 126 / 631 |

## Composizione
| Carica o ministero                | Titolare | Titolare                                            | Titolare                                        | Partito |
| --------------------------------- | -------- | --------------------------------------------------- | ----------------------------------------------- | ------- |
| Cancelliera                       |          |                                                     | Angela Merkel                                   | CDU     |
| Vicecancelliere Federale          |          |                                                     | Sigmar Gabriel                                  | SPD     |
| Esteri                            |          |                                                     | Frank-Walter Steinmeier Fino al 27 gennaio 2017 | SPD     |
| Esteri                            |          | Sigmar Gabriel Dal 27 gennaio 2017                  | SPD                                             |         |
| Interno                           |          |                                                     | Thomas de Maizière                              | CDU     |
| Giustizia                         |          |                                                     | Heiko Maas                                      | SPD     |
| Finanze                           |          |                                                     | Wolfgang Schäuble Fino al 24 ottobre 2017       | CDU     |
| Finanze                           |          | Peter Altmaier Ad interim, dal 24 ottobre 2017      | CDU                                             |         |
| Economia                          |          |                                                     | Sigmar Gabriel (Fino al 27 Gennaio 2017)        | SPD     |
| Economia                          |          |                                                     | Brigitte Zypries Dal 27 gennaio 2017            | SPD     |
| Lavoro e affari sociali           |          |                                                     | Andrea Nahles Fino al (28 Settembre 2017)       | SPD     |
| Lavoro e affari sociali           |          | Katarina Barley Ad interim, dal (28 Settembre 2017) | SPD                                             |         |
| Alimentazione e agricoltura       |          |                                                     | Hans-Peter Friedrich Fino al 17 febbraio 2014   | CSU     |
| Alimentazione e agricoltura       |          | Christian Schmidt Dal 17 febbraio 2014              | CSU                                             |         |
| Difesa                            |          |                                                     | Ursula von der Leyen                            | CDU     |
| Famiglia                          |          |                                                     | Manuela Schwesig Fino al 2 giugno 2017          | SPD     |
| Famiglia                          |          | Katarina Barley dal 2 giugno 2017                   | SPD                                             |         |
| Sanità                            |          |                                                     | Hermann Gröhe                                   | CDU     |
| Trasporti                         |          |                                                     | Alexander Dobrindt Fino al 24 ottobre 2017      | CSU     |
| Trasporti                         |          | Christian Schmidt dal 24 ottobre 2017               | CSU                                             |         |
| Ambiente e Infrastrutture         |          |                                                     | Barbara Hendricks                               | SPD     |
| Istruzione e ricerca              |          |                                                     | Johanna Wanka                                   | CDU     |
| Cooperazione economica e sviluppo |          |                                                     | Gerd Müller                                     | CSU     |
| Affari speciali                   |          |                                                     | Peter Altmaier                                  | CDU     |